# 만리포고등학교
만리포고등학교(萬里浦高等學校)는 대한민국 충청남도 태안군 소원면 신덕리에 있는 공립 고등학교이다.

## 학교 연혁
- 1982년 10월 23일 : 만리포고등학교 설립 인가(18학급 남녀공학)
- 1983년 3월 15일 : 개교식
- 1986년 2월 12일 : 제1회 졸업식(183명)
- 2012년 10월 13일 : 체육관(동백관) 개관
- 2019년 3월 1일 : 학칙 변경(6학급 남녀공학)
- 2022년 3월 1일 : 제22대 윤희암 교장 취임
- 2024년 1월 5일 : 제39회 졸업식 (35명, 총졸업생 4,548명)
- 2024년 3월 4일 : 제42회 입학식(29명)

## 참고 자료
- 만리포고등학교 - 한국교육학술정보원 학교알리미